# Magnús Scheving
Magnús Örn Eyjólfsson Scheving (n. 10 noiembrie 1964, Borgarnes⁠(d), Vesturland⁠(d), Islanda) este un actor islandez de film și televiziune.